# Campeonato de Primera División C 1982 (Argentina)
El Campeonato de Primera División C 1982 fue la cuadragésima octava temporada del certamen de la tercera categoría del fútbol argentino. Se disputó entre el 13 de febrero y el 6 de noviembre de 1982.
Los nuevos participantes fueron Almagro y Villa Dálmine, descendidos de la Primera B 1981, Barracas Central y Muñiz, campeón y subcampeón de la Ronda Final de la Primera D 1981, respectivamente.
El certamen consagró campeón a Villa Dálmine, que obtuvo el ascenso y retornó inmediatamente a la Primera B. Por su parte, Central Córdoba (R) resultó ganador del Torneo Reducido y obtuvo el segundo ascenso.

## Ascensos y descensos
| Pos. | Ascendidos de la Primera C 1981 |
| ---- | ------------------------------- |
| 1º   | Lanús                           |
| 2º   | Chacarita Juniors               |

| Pos. | Descendidos de la Primera B 1981 |
| ---- | -------------------------------- |
| 21º  | Villa Dálmine                    |
| 22º  | Almagro                          |

| Pos. | Ascendidos de la Primera D 1981 |
| ---- | ------------------------------- |
| 1º   | Barracas Central                |
| 2º   | Muñiz                           |

| Pos. | Descendidos de la Primera C 1981 |
| ---- | -------------------------------- |
| 19º  | Brown de Adrogué                 |
| 20º  | Deportivo Riestra                |

## Formato
Los equipos se enfrentaron bajo el sistema de todos contra todos a 2 ruedas, diviéndose en 4 zonas. El equipo con mayor puntaje se consagró campeón y obtuvo el ascenso, mientras que los dos equipos con mayor puntaje de cada zona, excluyendo el campeón, así como el mejor tercero, disputaron el Torneo Reducido por un segundo ascenso.
Los 2 equipos posicionados en los últimos lugares de la Tabla de posiciones general descendieron.

## Equipos participantes
| Equipo               | Ciudad          | Estadio              | Capacidad |
| -------------------- | --------------- | -------------------- | --------- |
| Almagro              | José Ingenieros | Tres de Febrero      | 18.000    |
| Argentino de Rosario | Rosario         | José Martín Olaeta   | 12.500    |
| Barracas Central     | Buenos Aires    | Olavarría y Luna     | 4000      |
| Berazategui          | Berazategui     | Norman Lee           | 5500      |
| Central Córdoba (R)  | Rosario         | Gabino Sosa          | 10.000    |
| Colegiales           | Munro           | Libertarios Unidos   | 6000      |
| Comunicaciones       | Buenos Aires    | Alfredo Ramos        | 3500      |
| Def. de Cambaceres   | Ensenada        | 12 de Octubre        | 8000      |
| Defensores Unidos    | Zárate          | Gigante de Villa Fox | 6000      |
| Deportivo Merlo      | Merlo           | José Manuel Moreno   | 7500      |
| Dock Sud             | Dock Sud        | De Los Inmigrantes   | 9500      |
| Excursionistas       | Buenos Aires    | Excursionistas       | 7200      |
| Flandria             | Jáuregui        | Carlos V             | 5000      |
| General Lamadrid     | Buenos Aires    | Enrique Sexto        | 3500      |
| Luján                | Luján           | Municipal de Luján   | 2000      |
| Muñiz                | Muñiz           | La Vuce              | 3000      |
| San Miguel           | San Miguel      | Malvinas Argentinas  | 11.000    |
| San Telmo            | Dock Sud        | Dr. Osvaldo Baletto  | 10.500    |
| Tristán Suárez       | Ezeiza          | 20 de Octubre        | 15.000    |
| Villa Dálmine        | Campana         | Mitre y Puccini      | 12.000    |

### Distribución geográfica de los equipos
| Región                                   | Cant. | Equipos |
| ---------------------------------------- | ----- | --- |
| Conurbano bonaerense                     | 9     | Almagro, Berazategui, Colegiales, Deportivo Merlo, Dock Sud, Muñiz, San Miguel, San Telmo, y Tristán Suárez |
| Ciudad de Buenos Aires                   | 4     | Barracas Central, Comunicaciones, Excursionistas y General Lamadrid                                         |
| Interior de la provincia de Buenos Aires | 4     | Defensores Unidos, Flandria, Luján y Villa Dálmine                                                          |
| Ciudad de Rosario                        | 2     | Argentino de Rosario y Central Córdoba (R)                                                                  |
| Gran La Plata                            | 1     | Defensores de Cambaceres                                                                                    |

## Tablas de posiciones

### Zona A
| Pos. | Equipo                   | Pts. | PJ | PG | PE | PP | GF | GC | Dif. |
| ---- | ------------------------ | ---- | -- | -- | -- | -- | -- | -- | ---- |
| 1.º  | Central Córdoba (R)      | 48   | 38 | 20 | 8  | 10 | 79 | 33 | 46   |
| 2.º  | Flandria                 | 35   | 38 | 10 | 15 | 13 | 40 | 47 | −7   |
| 3.º  | Dock Sud                 | 28   | 38 | 9  | 10 | 19 | 40 | 62 | −22  |
| 4.º  | Colegiales               | 28   | 38 | 9  | 10 | 19 | 40 | 65 | −25  |
| 5.º  | Defensores de Cambaceres | 25   | 38 | 7  | 11 | 20 | 44 | 66 | −22  |

|  | Clasificó al Torneo Reducido. |

### Zona B
| Pos. | Equipo           | Pts. | PJ | PG | PE | PP | GF | GC | Dif. |
| ---- | ---------------- | ---- | -- | -- | -- | -- | -- | -- | ---- |
| 1.º  | Almagro          | 46   | 38 | 17 | 12 | 9  | 67 | 41 | 26   |
| 2.º  | Excursionistas   | 46   | 38 | 18 | 10 | 10 | 67 | 48 | 19   |
| 3.º  | Deportivo Merlo  | 28   | 38 | 10 | 8  | 20 | 40 | 72 | −32  |
| 4.º  | General Lamadrid | 19   | 38 | 5  | 9  | 24 | 35 | 83 | −48  |
| 5.º  | Luján            | 17   | 38 | 5  | 7  | 26 | 24 | 93 | −69  |

|  | Clasificó al Torneo Reducido. |

### Zona C
| Pos. | Equipo            | Pts. | PJ | PG | PE | PP | GF | GC | Dif. |
| ---- | ----------------- | ---- | -- | -- | -- | -- | -- | -- | ---- |
| 1.º  | Defensores Unidos | 53   | 38 | 22 | 9  | 7  | 58 | 26 | 32   |
| 2.º  | San Telmo         | 52   | 38 | 18 | 16 | 4  | 65 | 39 | 26   |
| 3.º  | Barracas Central  | 49   | 38 | 18 | 13 | 7  | 59 | 42 | 17   |
| 4.º  | San Miguel        | 44   | 38 | 17 | 10 | 11 | 68 | 56 | 12   |
| 5.º  | Berazategui       | 34   | 38 | 11 | 12 | 15 | 50 | 56 | −6   |

|  | Clasificó al Torneo Reducido. |

### Zona D
| Pos. | Equipo               | Pts. | PJ | PG | PE | PP | GF | GC | Dif. |
| ---- | -------------------- | ---- | -- | -- | -- | -- | -- | -- | ---- |
| 1.º  | Villa Dálmine        | 55   | 38 | 20 | 15 | 3  | 71 | 29 | 42   |
| 2.º  | Comunicaciones       | 46   | 38 | 15 | 16 | 7  | 59 | 40 | 19   |
| 3.º  | Argentino de Rosario | 42   | 38 | 14 | 14 | 10 | 54 | 34 | 20   |
| 4.º  | Tristán Suárez       | 37   | 38 | 13 | 11 | 14 | 50 | 51 | −1   |
| 5.º  | Muñiz                | 28   | 38 | 7  | 14 | 17 | 35 | 62 | −27  |

|  | Se consagró campeón y ascendió a la Primera B. |
|  | Clasificó al Torneo Reducido.                  |

### Tabla de posiciones general
| Pos. | Equipo                   | Pts. | PJ | PG | PE | PP | GF | GC | Dif. |
| ---- | ------------------------ | ---- | -- | -- | -- | -- | -- | -- | ---- |
| 1.º  | Villa Dálmine            | 55   | 38 | 20 | 15 | 3  | 71 | 29 | 42   |
| 2.º  | Defensores Unidos        | 53   | 38 | 22 | 9  | 7  | 58 | 26 | 32   |
| 3.º  | San Telmo                | 52   | 38 | 18 | 16 | 4  | 65 | 39 | 26   |
| 4.º  | Barracas Central         | 49   | 38 | 18 | 13 | 7  | 59 | 42 | 17   |
| 5.º  | Central Córdoba (R)      | 48   | 38 | 20 | 8  | 10 | 79 | 33 | 46   |
| 6.º  | Almagro                  | 46   | 38 | 17 | 12 | 9  | 67 | 41 | 26   |
| 7.º  | Excursionistas           | 46   | 38 | 18 | 10 | 10 | 67 | 48 | 19   |
| 8.º  | Comunicaciones           | 46   | 38 | 15 | 16 | 7  | 59 | 40 | 19   |
| 9.º  | San Miguel               | 44   | 38 | 17 | 10 | 11 | 68 | 56 | 12   |
| 10.º | Argentino de Rosario     | 42   | 38 | 14 | 14 | 10 | 54 | 34 | 20   |
| 11.º | Tristán Suárez           | 37   | 38 | 13 | 11 | 14 | 50 | 51 | −1   |
| 12.º | Flandria                 | 35   | 38 | 10 | 15 | 13 | 40 | 47 | −7   |
| 13.º | Berazategui              | 34   | 38 | 11 | 12 | 15 | 50 | 56 | −6   |
| 14.º | Dock Sud                 | 28   | 38 | 9  | 10 | 19 | 40 | 62 | −22  |
| 15.º | Colegiales               | 28   | 38 | 9  | 10 | 19 | 40 | 65 | −25  |
| 16.º | Muñiz                    | 28   | 38 | 7  | 14 | 17 | 35 | 62 | −27  |
| 17.º | Deportivo Merlo          | 28   | 38 | 10 | 8  | 20 | 40 | 72 | −32  |
| 18.º | Defensores de Cambaceres | 25   | 38 | 7  | 11 | 20 | 44 | 66 | −22  |
| 19.º | General Lamadrid         | 19   | 38 | 5  | 9  | 24 | 35 | 83 | −48  |
| 20.º | Luján                    | 17   | 38 | 5  | 7  | 26 | 24 | 93 | −69  |

|  | Se consagró campeón y ascendió a la Primera B. |
|  | Clasificó al Torneo Reducido.                  |
|  | Descendió a la Primera D.                      |

## Resultados
| Dock Sud             | 0 - 0 | Colegiales               | De Los Inmigrantes   | 13 de febrero |
| Comunicaciones       | 1 - 1 | Flandria                 | Alfredo Ramos        | 13 de febrero |
| Defensores Unidos    | 3 - 0 | Defensores de Cambaceres | Gigante de Villa Fox | 13 de febrero |
| Deportivo Merlo      | 1 - 1 | Excursionistas           | José Manuel Moreno   | 13 de febrero |
| Muñiz                | 0 - 2 | Central Córdoba (R)      | La Vuce              | 13 de febrero |
| Argentino de Rosario | 0 - 1 | San Miguel               | Argentino (Rosario)  | 13 de febrero |
| Tristán Suárez       | 1 - 1 | General Lamadrid         | Moreno y Fariña      | 13 de febrero |
| Luján                | 0 - 0 | Berazategui              | Municipal de Luján   | 13 de febrero |
| Barracas Central     | 1 - 2 | Villa Dálmine            | Olavarría y Luna     | 13 de febrero |
| Almagro              | 0 - 1 | San Telmo                | Tres de Febrero      | 13 de febrero |

| Almagro                  | 1 - 0 | Dock Sud             | Tres de Febrero               | 20 de febrero |
| San Telmo                | 3 - 1 | Luján                | Isla Maciel                   | 20 de febrero |
| Villa Dálmine            | 5 - 2 | Tristán Suárez       | El Coliseo de Mitre y Puccini | 20 de febrero |
| Berazategui              | 3 - 3 | Barracas Central     | Norman Lee                    | 20 de febrero |
| Central Córdoba (R)      | 2 - 0 | Deportivo Merlo      | Gabino Sosa                   | 20 de febrero |
| Defensores de Cambaceres | 2 - 4 | Comunicaciones       | Camino Rivadavia y Quintana   | 20 de febrero |
| Flandria                 | 3 - 3 | Colegiales           | Carlos V                      | 20 de febrero |
| San Miguel               | 1 - 1 | Muñiz                | Malvinas Argentinas           | 23 de febrero |
| General Lamadrid         | 1 - 5 | Argentino de Rosario | Enrique Sexto                 | 23 de febrero |
| Excursionistas           | 1 - 0 | Defensores Unidos    | Pampa y Miñones               | 23 de febrero |

| Dock Sud             | 3 - 1 | Flandria                 | De Los Inmigrantes   | 27 de febrero |
| Colegiales           | 2 - 2 | Defensores de Cambaceres | Malaver y Posadas    | 27 de febrero |
| Comunicaciones       | 1 - 1 | Excursionistas           | Alfredo Ramos        | 27 de febrero |
| Muñiz                | 1 - 0 | General Lamadrid         | La Vuce              | 27 de febrero |
| Deportivo Merlo      | 1 - 6 | San Miguel               | José Manuel Moreno   | 27 de febrero |
| Defensores Unidos    | 2 - 1 | Central Córdoba (R)      | Gigante de Villa Fox | 27 de febrero |
| Tristán Suárez       | 2 - 1 | Berazategui              | Moreno y Fariña      | 27 de febrero |
| Argentino de Rosario | 2 - 3 | Villa Dálmine            | Argentino (Rosario)  | 27 de febrero |
| Barracas Central     | 0 - 0 | San Telmo                | Olavarría y Luna     | 27 de febrero |
| Luján                | 0 - 1 | Almagro                  | Municipal de Luján   | 27 de febrero |

| Luján                    | 1 - 1 | Dock Sud             | Municipal de Luján            | 6 de marzo |
| Almagro                  | 3 - 0 | Barracas Central     | Tres de Febrero               | 6 de marzo |
| San Telmo                | 1 - 3 | Tristán Suárez       | Isla Maciel                   | 6 de marzo |
| Berazategui              | 0 - 2 | Argentino de Rosario | Norman Lee                    | 6 de marzo |
| Villa Dálmine            | 1 - 2 | Muñiz                | El Coliseo de Mitre y Puccini | 6 de marzo |
| General Lamadrid         | 2 - 1 | Deportivo Merlo      | Enrique Sexto                 | 6 de marzo |
| San Miguel               | 0 - 0 | Defensores Unidos    | Malvinas Argentinas           | 6 de marzo |
| Excursionistas           | 4 - 2 | Colegiales           | Pampa y Miñones               | 6 de marzo |
| Defensores de Cambaceres | 0 - 1 | Flandria             | Camino Rivadavia y Quintana   | 6 de marzo |
| Central Córdoba (R)      | 0 - 1 | Comunicaciones       | Gabino Sosa                   | 6 de marzo |

| Dock Sud             | 1 - 3 | Defensores de Cambaceres | De Los Inmigrantes   | 13 de marzo |
| Comunicaciones       | 2 - 0 | San Miguel               | Alfredo Ramos        | 13 de marzo |
| Flandria             | 0 - 0 | Excursionistas           | Carlos V             | 13 de marzo |
| Colegiales           | 1 - 3 | Central Córdoba (R)      | Malaver y Posadas    | 13 de marzo |
| Defensores Unidos    | 2 - 0 | General Lamadrid         | Gigante de Villa Fox | 13 de marzo |
| Deportivo Merlo      | 1 - 4 | Villa Dálmine            | José Manuel Moreno   | 13 de marzo |
| Muñiz                | 3 - 3 | Berazategui              | La Vuce              | 13 de marzo |
| Argentino de Rosario | 0 - 0 | San Telmo                | Argentino (Rosario)  | 13 de marzo |
| Tristán Suárez       | 1 - 2 | Almagro                  | Moreno y Fariña      | 13 de marzo |
| Barracas Central     | 1 - 0 | Luján                    | Olavarría y Luna     | 13 de marzo |

| Barracas Central    | 2 - 0 | Dock Sud                 | Olavarría y Luna              | 20 de marzo |
| Luján               | 0 - 4 | Tristán Suárez           | Municipal de Luján            | 20 de marzo |
| Almagro             | 2 - 1 | Argentino de Rosario     | Tres de Febrero               | 20 de marzo |
| San Telmo           | 0 - 0 | Muñiz                    | Isla Maciel                   | 20 de marzo |
| Berazategui         | 3 - 2 | Deportivo Merlo          | Norman Lee                    | 20 de marzo |
| Villa Dálmine       | 2 - 1 | Defensores Unidos        | El Coliseo de Mitre y Puccini | 20 de marzo |
| General Lamadrid    | 0 - 0 | Comunicaciones           | Enrique Sexto                 | 20 de marzo |
| San Miguel          | 1 - 0 | Colegiales               | Malvinas Argentinas           | 20 de marzo |
| Central Córdoba (R) | 2 - 2 | Flandria                 | Gabino Sosa                   | 20 de marzo |
| Excursionistas      | 3 - 2 | Defensores de Cambaceres | Pampa y Miñones               | 20 de marzo |

| Dock Sud                 | 2 - 4 | Excursionistas      | De Los Inmigrantes          | 27 de marzo |
| Defensores de Cambaceres | 2 - 4 | Central Córdoba (R) | Camino Rivadavia y Quintana | 27 de marzo |
| Flandria                 | 1 - 2 | San Miguel          | Carlos V                    | 27 de marzo |
| Colegiales               | 1 - 0 | General Lamadrid    | Malaver y Posadas           | 27 de marzo |
| Comunicaciones           | 2 - 2 | Villa Dálmine       | Alfredo Ramos               | 27 de marzo |
| Defensores Unidos        | 1 - 0 | Berazategui         | Gigante de Villa Fox        | 27 de marzo |
| Deportivo Merlo          | 2 - 4 | San Telmo           | José Manuel Moreno          | 27 de marzo |
| Muñiz                    | 3 - 4 | Almagro             | La Vuce                     | 27 de marzo |
| Argentino de Rosario     | 0 - 2 | Luján               | Argentino (Rosario)         | 27 de marzo |
| Tristán Suárez           | 1 - 1 | Barracas Central    | Moreno y Fariña             | 27 de marzo |

| Tristán Suárez      | 2 - 2 | Dock Sud                 | Moreno y Fariña               | 3 de abril |
| Barracas Central    | 0 - 0 | Argentino de Rosario     | Olavarría y Luna              | 3 de abril |
| Almagro             | 2 - 2 | Deportivo Merlo          | Tres de Febrero               | 3 de abril |
| Berazategui         | 2 - 1 | Comunicaciones           | Norman Lee                    | 3 de abril |
| San Miguel          | 4 - 1 | Defensores de Cambaceres | Malvinas Argentinas           | 3 de abril |
| Central Córdoba (R) | 2 - 1 | Excursionistas           | Gabino Sosa                   | 3 de abril |
| Luján               | 1 - 0 | Muñiz                    | Municipal de Luján            | 6 de abril |
| San Telmo           | 0 - 1 | Defensores Unidos        | Isla Maciel                   | 6 de abril |
| Villa Dálmine       | 0 - 0 | Colegiales               | El Coliseo de Mitre y Puccini | 6 de abril |
| General Lamadrid    | 3 - 4 | Flandria                 | Enrique Sexto                 | 6 de abril |

| Dock Sud                 | 1 - 0 | Central Córdoba (R) | De Los Inmigrantes          | 10 de abril |
| Excursionistas           | 5 - 4 | San Miguel          | Pampa y Miñones             | 10 de abril |
| Defensores de Cambaceres | 1 - 2 | General Lamadrid    | Camino Rivadavia y Quintana | 10 de abril |
| Flandria                 | 0 - 0 | Villa Dálmine       | Carlos V                    | 10 de abril |
| Colegiales               | 2 - 1 | Berazategui         | Malaver y Posadas           | 10 de abril |
| Comunicaciones           | 0 - 1 | San Telmo           | Alfredo Ramos               | 10 de abril |
| Defensores Unidos        | 2 - 0 | Almagro             | Gigante de Villa Fox        | 10 de abril |
| Deportivo Merlo          | 1 - 2 | Luján               | José Manuel Moreno          | 10 de abril |
| Muñiz                    | 1 - 1 | Barracas Central    | La Vuce                     | 10 de abril |
| Argentino de Rosario     | 1 - 2 | Tristán Suárez      | Argentino (Rosario)         | 10 de abril |

| Argentino de Rosario | 2 - 2 | Dock Sud                 | Argentino (Rosario)           | 17 de abril |
| Tristán Suárez       | 4 - 0 | Muñiz                    | Moreno y Fariña               | 17 de abril |
| Barracas Central     | 1 - 0 | Deportivo Merlo          | Olavarría y Luna              | 17 de abril |
| Luján                | 0 - 1 | Defensores Unidos        | Municipal de Luján            | 17 de abril |
| Almagro              | 1 - 0 | Comunicaciones           | Tres de Febrero               | 17 de abril |
| San Telmo            | 4 - 2 | Colegiales               | Isla Maciel                   | 17 de abril |
| Berazategui          | 4 - 1 | Flandria                 | Norman Lee                    | 17 de abril |
| Villa Dálmine        | 2 - 0 | Defensores de Cambaceres | El Coliseo de Mitre y Puccini | 17 de abril |
| General Lamadrid     | 3 - 3 | Excursionistas           | Enrique Sexto                 | 17 de abril |
| San Miguel           | 1 - 0 | Central Córdoba (R)      | Malvinas Argentinas           | 17 de abril |

| Dock Sud                 | 1 - 1 | San Miguel           | De Los Inmigrantes          | 24 de abril |
| Central Córdoba (R)      | 5 - 0 | General Lamadrid     | Gabino Sosa                 | 24 de abril |
| Excursionistas           | 0 - 4 | Villa Dálmine        | Pampa y Miñones             | 24 de abril |
| Defensores de Cambaceres | 2 - 1 | Berazategui          | Camino Rivadavia y Quintana | 24 de abril |
| Flandria                 | 0 - 0 | San Telmo            | Carlos V                    | 24 de abril |
| Colegiales               | 0 - 3 | Almagro              | Malaver y Posadas           | 24 de abril |
| Comunicaciones           | 1 - 1 | Luján                | Alfredo Ramos               | 24 de abril |
| Defensores Unidos        | 0 - 0 | Barracas Central     | Gigante de Villa Fox        | 24 de abril |
| Deportivo Merlo          | 0 - 3 | Tristán Suárez       | José Manuel Moreno          | 24 de abril |
| Muñiz                    | 2 - 2 | Argentino de Rosario | La Vuce                     | 24 de abril |

| Muñiz                | 2 - 3 | Dock Sud                 | La Vuce                       | 8 de mayo |
| Argentino de Rosario | 3 - 0 | Deportivo Merlo          | Argentino (Rosario)           | 8 de mayo |
| Tristán Suárez       | 0 - 2 | Defensores Unidos        | Moreno y Fariña               | 8 de mayo |
| Barracas Central     | 2 - 2 | Comunicaciones           | Olavarría y Luna              | 8 de mayo |
| Luján                | 0 - 3 | Colegiales               | Municipal de Luján            | 8 de mayo |
| Almagro              | 0 - 0 | Flandria                 | Tres de Febrero               | 8 de mayo |
| San Telmo            | 0 - 0 | Defensores de Cambaceres | Isla Maciel                   | 8 de mayo |
| Berazategui          | 0 - 1 | Excursionistas           | Norman Lee                    | 8 de mayo |
| Villa Dálmine        | 1 - 1 | Central Córdoba (R)      | El Coliseo de Mitre y Puccini | 8 de mayo |
| General Lamadrid     | 1 - 1 | San Miguel               | Enrique Sexto                 | 8 de mayo |

| Dock Sud                 | 3 - 0 | General Lamadrid     | De Los Inmigrantes          | 15 de mayo |
| San Miguel               | 4 - 1 | Villa Dálmine        | Malvinas Argentinas         | 15 de mayo |
| Central Córdoba (R)      | 1 - 2 | Berazategui          | Gabino Sosa                 | 15 de mayo |
| Excursionistas           | 0 - 1 | San Telmo            | Pampa y Miñones             | 15 de mayo |
| Defensores de Cambaceres | 1 - 1 | Almagro              | Camino Rivadavia y Quintana | 15 de mayo |
| Flandria                 | 1 - 0 | Luján                | Carlos V                    | 15 de mayo |
| Colegiales               | 1 - 1 | Barracas Central     | Malaver y Posadas           | 15 de mayo |
| Comunicaciones           | 3 - 0 | Tristán Suárez       | Alfredo Ramos               | 15 de mayo |
| Defensores Unidos        | 2 - 1 | Argentino de Rosario | Gigante de Villa Fox        | 15 de mayo |
| Deportivo Merlo          | 2 - 2 | Muñiz                | José Manuel Moreno          | 15 de mayo |

| Deportivo Merlo      | 1 - 0 | Dock Sud                 | José Manuel Moreno            | 22 de mayo |
| Muñiz                | 0 - 2 | Defensores Unidos        | La Vuce                       | 22 de mayo |
| Argentino de Rosario | 1 - 1 | Comunicaciones           | Argentino (Rosario)           | 22 de mayo |
| Tristán Suárez       | 1 - 1 | Colegiales               | Moreno y Fariña               | 22 de mayo |
| Barracas Central     | 0 - 2 | Flandria                 | Olavarría y Luna              | 22 de mayo |
| Luján                | 0 - 3 | Defensores de Cambaceres | Municipal de Luján            | 22 de mayo |
| Almagro              | 1 - 0 | Excursionistas           | Tres de Febrero               | 22 de mayo |
| San Telmo            | 2 - 1 | Central Córdoba (R)      | Isla Maciel                   | 22 de mayo |
| Berazategui          | 2 - 1 | San Miguel               | Norman Lee                    | 22 de mayo |
| Villa Dálmine        | 5 - 0 | General Lamadrid         | El Coliseo de Mitre y Puccini | 22 de mayo |

| Dock Sud                 | 0 - 1 | Villa Dálmine        | De Los Inmigrantes          | 29 de mayo |
| General Lamadrid         | 0 - 0 | Berazategui          | Enrique Sexto               | 29 de mayo |
| San Miguel               | 0 - 6 | San Telmo            | Malvinas Argentinas         | 29 de mayo |
| Central Córdoba (R)      | 1 - 1 | Almagro              | Gabino Sosa                 | 29 de mayo |
| Excursionistas           | 6 - 0 | Luján                | Pampa y Miñones             | 29 de mayo |
| Defensores de Cambaceres | 2 - 5 | Barracas Central     | Camino Rivadavia y Quintana | 29 de mayo |
| Flandria                 | 1 - 2 | Tristán Suárez       | Carlos V                    | 29 de mayo |
| Colegiales               | 0 - 2 | Argentino de Rosario | Malaver y Posadas           | 29 de mayo |
| Comunicaciones           | 0 - 0 | Muñiz                | Alfredo Ramos               | 29 de mayo |
| Defensores Unidos        | 4 - 0 | Deportivo Merlo      | Gigante de Villa Fox        | 29 de mayo |

| Defensores Unidos    | 1 - 0 | Dock Sud                 | Gigante de Villa Fox | 5 de junio |
| Deportivo Merlo      | 1 - 0 | Comunicaciones           | José Manuel Moreno   | 5 de junio |
| Muñiz                | 1 - 0 | Colegiales               | La Vuce              | 5 de junio |
| Argentino de Rosario | 0 - 0 | Flandria                 | Argentino (Rosario)  | 5 de junio |
| Tristán Suárez       | 1 - 0 | Defensores de Cambaceres | Moreno y Fariña      | 5 de junio |
| Barracas Central     | 3 - 2 | Excursionistas           | Olavarría y Luna     | 5 de junio |
| Luján                | 1 - 3 | Central Córdoba (R)      | Municipal de Luján   | 5 de junio |
| Almagro              | 2 - 3 | San Miguel               | Tres de Febrero      | 5 de junio |
| Berazategui          | 0 - 0 | Villa Dálmine            | Norman Lee           | 5 de junio |
| San Telmo            | 3 - 2 | General Lamadrid         | Isla Maciel          | 6 de junio |

| Dock Sud                 | 2 - 1 | Berazategui          | De Los Inmigrantes            | 12 de junio |
| Villa Dálmine            | 2 - 0 | San Telmo            | El Coliseo de Mitre y Puccini | 12 de junio |
| General Lamadrid         | 1 - 3 | Almagro              | Enrique Sexto                 | 12 de junio |
| San Miguel               | 3 - 0 | Luján                | Malvinas Argentinas           | 12 de junio |
| Central Córdoba (R)      | 2 - 1 | Barracas Central     | Gabino Sosa                   | 12 de junio |
| Excursionistas           | 4 - 0 | Tristán Suárez       | Pampa y Miñones               | 12 de junio |
| Defensores de Cambaceres | 1 - 1 | Argentino de Rosario | Camino Rivadavia y Quintana   | 12 de junio |
| Flandria                 | 4 - 0 | Muñiz                | Carlos V                      | 12 de junio |
| Colegiales               | 2 - 2 | Deportivo Merlo      | Malaver y Posadas             | 12 de junio |
| Comunicaciones           | 1 - 1 | Defensores Unidos    | Alfredo Ramos                 | 12 de junio |

| Comunicaciones       | 1 - 2 | Dock Sud                 | Alfredo Ramos        | 19 de junio |
| Defensores Unidos    | 3 - 0 | Colegiales               | Gigante de Villa Fox | 19 de junio |
| Muñiz                | 2 - 2 | Defensores de Cambaceres | La Vuce              | 19 de junio |
| Argentino de Rosario | 1 - 1 | Excursionistas           | Argentino (Rosario)  | 19 de junio |
| Tristán Suárez       | 1 - 0 | Central Córdoba (R)      | Moreno y Fariña      | 19 de junio |
| Almagro              | 2 - 2 | Villa Dálmine            | Tres de Febrero      | 19 de junio |
| Barracas Central     | 2 - 1 | San Miguel               | Olavarría y Luna     | 20 de junio |
| Deportivo Merlo      | 1 - 0 | Flandria                 | José Manuel Moreno   | 21 de junio |
| Luján                | 1 - 0 | General Lamadrid         | Municipal de Luján   | 21 de junio |
| San Telmo            | 4 - 1 | Berazategui              | Isla Maciel          | 22 de junio |

| Dock Sud                 | 1 - 1 | San Telmo            | De Los Inmigrantes            | 26 de junio |
| Berazategui              | 2 - 2 | Almagro              | Norman Lee                    | 26 de junio |
| Villa Dálmine            | 4 - 0 | Luján                | El Coliseo de Mitre y Puccini | 26 de junio |
| General Lamadrid         | 1 - 3 | Barracas Central     | Enrique Sexto                 | 26 de junio |
| San Miguel               | 2 - 1 | Tristán Suárez       | Malvinas Argentinas           | 26 de junio |
| Central Córdoba (R)      | 2 - 0 | Argentino de Rosario | Gabino Sosa                   | 26 de junio |
| Excursionistas           | 1 - 0 | Muñiz                | Pampa y Miñones               | 26 de junio |
| Defensores de Cambaceres | 2 - 0 | Deportivo Merlo      | Camino Rivadavia y Quintana   | 26 de junio |
| Flandria                 | 0 - 3 | Defensores Unidos    | Carlos V                      | 26 de junio |
| Colegiales               | 0 - 2 | Comunicaciones       | Malaver y Posadas             | 26 de junio |

| Colegiales               | 1 - 2 | Dock Sud             | Malaver y Posadas             | 3 de julio |
| Flandria                 | 1 - 2 | Comunicaciones       | Carlos V                      | 3 de julio |
| Defensores de Cambaceres | 0 - 0 | Defensores Unidos    | Camino Rivadavia y Quintana   | 3 de julio |
| Excursionistas           | 2 - 1 | Deportivo Merlo      | Pampa y Miñones               | 3 de julio |
| Central Córdoba (R)      | 5 - 0 | Muñiz                | Gabino Sosa                   | 3 de julio |
| San Miguel               | 0 - 1 | Argentino de Rosario | Malvinas Argentinas           | 3 de julio |
| General Lamadrid         | 2 - 2 | Tristán Suárez       | Enrique Sexto                 | 3 de julio |
| Berazategui              | 5 - 1 | Luján                | Norman Lee                    | 3 de julio |
| Villa Dálmine            | 2 - 1 | Barracas Central     | El Coliseo de Mitre y Puccini | 3 de julio |
| San Telmo                | 0 - 0 | Almagro              | Isla Maciel                   | 3 de julio |

| Dock Sud             | 0 - 2 | Almagro                  | De Los Inmigrantes   | 10 de julio |
| Luján                | 1 - 1 | San Telmo                | Municipal de Luján   | 10 de julio |
| Tristán Suárez       | 0 - 0 | Villa Dálmine            | Moreno y Fariña      | 10 de julio |
| Barracas Central     | 1 - 0 | Berazategui              | Olavarría y Luna     | 10 de julio |
| Deportivo Merlo      | 2 - 1 | Central Córdoba (R)      | José Manuel Moreno   | 10 de julio |
| Muñiz                | 2 - 3 | San Miguel               | La Vuce              | 10 de julio |
| Argentino de Rosario | 1 - 0 | General Lamadrid         | Argentino (Rosario)  | 10 de julio |
| Defensores Unidos    | 3 - 4 | Excursionistas           | Gigante de Villa Fox | 10 de julio |
| Comunicaciones       | 1 - 0 | Defensores de Cambaceres | Alfredo Ramos        | 10 de julio |
| Colegiales           | 1 - 0 | Flandria                 | Malaver y Posadas    | 10 de julio |

| Flandria                 | 1 - 1  | Dock Sud             | Carlos V                      | 17 de julio |
| Defensores de Cambaceres | 1 - 2  | Colegiales           | Camino Rivadavia y Quintana   | 17 de julio |
| Excursionistas           | 2 - 3  | Comunicaciones       | Pampa y Miñones               | 17 de julio |
| General Lamadrid         | 1 - 2  | Muñiz                | Enrique Sexto                 | 17 de julio |
| San Miguel               | 4 - 0  | Deportivo Merlo      | Malvinas Argentinas           | 17 de julio |
| Central Córdoba (R)      | 7 - 2  | Defensores Unidos    | Gabino Sosa                   | 17 de julio |
| Berazategui              | 2 - 1  | Tristán Suárez       | Norman Lee                    | 17 de julio |
| Villa Dálmine            | 0 - 0  | Argentino de Rosario | El Coliseo de Mitre y Puccini | 17 de julio |
| San Telmo                | 1 - 1  | Barracas Central     | Isla Maciel                   | 17 de julio |
| Almagro                  | 10 - 0 | Luján                | Tres de Febrero               | 17 de julio |

| Dock Sud             | 6 - 2 | Luján                    | De Los Inmigrantes   | 24 de julio |
| Barracas Central     | 0 - 1 | Almagro                  | Olavarría y Luna     | 24 de julio |
| Tristán Suárez       | 0 - 1 | San Telmo                | Moreno y Fariña      | 24 de julio |
| Argentino de Rosario | 4 - 0 | Berazategui              | Argentino (Rosario)  | 24 de julio |
| Muñiz                | 0 - 4 | Villa Dálmine            | La Vuce              | 24 de julio |
| Deportivo Merlo      | 1 - 0 | General Lamadrid         | José Manuel Moreno   | 24 de julio |
| Defensores Unidos    | 2 - 0 | San Miguel               | Gigante de Villa Fox | 24 de julio |
| Colegiales           | 0 - 1 | Excursionistas           | Malaver y Posadas    | 24 de julio |
| Flandria             | 1 - 1 | Defensores de Cambaceres | Carlos V             | 24 de julio |
| Comunicaciones       | 2 - 0 | Central Córdoba (R)      | Alfredo Ramos        | 24 de julio |

| Defensores de Cambaceres | 2 - 0 | Dock Sud             | Camino Rivadavia y Quintana   | 31 de julio |
| San Miguel               | 2 - 2 | Comunicaciones       | Malvinas Argentinas           | 31 de julio |
| Excursionistas           | 3 - 0 | Flandria             | Pampa y Miñones               | 31 de julio |
| Central Córdoba (R)      | 4 - 0 | Colegiales           | Gabino Sosa                   | 31 de julio |
| General Lamadrid         | 1 - 1 | Defensores Unidos    | Enrique Sexto                 | 31 de julio |
| Villa Dálmine            | 0 - 0 | Deportivo Merlo      | El Coliseo de Mitre y Puccini | 31 de julio |
| Berazategui              | 0 - 0 | Muñiz                | Norman Lee                    | 31 de julio |
| San Telmo                | 1 - 1 | Argentino de Rosario | Isla Maciel                   | 31 de julio |
| Almagro                  | 4 - 0 | Tristán Suárez       | Tres de Febrero               | 31 de julio |
| Luján                    | 0 - 2 | Barracas Central     | Municipal de Luján            | 31 de julio |

| Dock Sud                 | 0 - 2 | Barracas Central    | De Los Inmigrantes          | 7 de agosto |
| Tristán Suárez           | 3 - 1 | Luján               | Moreno y Fariña             | 7 de agosto |
| Argentino de Rosario     | 2 - 0 | Almagro             | Argentino (Rosario)         | 7 de agosto |
| Muñiz                    | 0 - 2 | San Telmo           | La Vuce                     | 7 de agosto |
| Deportivo Merlo          | 2 - 3 | Berazategui         | José Manuel Moreno          | 7 de agosto |
| Defensores Unidos        | 2 - 0 | Villa Dálmine       | Gigante de Villa Fox        | 7 de agosto |
| Comunicaciones           | 4 - 1 | General Lamadrid    | Alfredo Ramos               | 7 de agosto |
| Colegiales               | 2 - 1 | San Miguel          | Malaver y Posadas           | 7 de agosto |
| Flandria                 | 0 - 0 | Central Córdoba (R) | Carlos V                    | 7 de agosto |
| Defensores de Cambaceres | 0 - 2 | Excursionistas      | Camino Rivadavia y Quintana | 7 de agosto |

| Excursionistas      | 1 - 0 | Dock Sud                 | Pampa y Miñones               | 15 de agosto |
| Central Córdoba (R) | 1 - 0 | Defensores de Cambaceres | Gabino Sosa                   | 15 de agosto |
| San Miguel          | 4 - 1 | Flandria                 | Malvinas Argentinas           | 15 de agosto |
| General Lamadrid    | 1 - 0 | Colegiales               | Enrique Sexto                 | 15 de agosto |
| Villa Dálmine       | 1 - 1 | Comunicaciones           | El Coliseo de Mitre y Puccini | 15 de agosto |
| Berazategui         | 0 - 0 | Defensores Unidos        | Norman Lee                    | 15 de agosto |
| San Telmo           | 2 - 2 | Deportivo Merlo          | Isla Maciel                   | 15 de agosto |
| Almagro             | 3 - 2 | Muñiz                    | Tres de Febrero               | 15 de agosto |
| Luján               | 1 - 4 | Argentino de Rosario     | Municipal de Luján            | 15 de agosto |
| Barracas Central    | 1 - 0 | Tristán Suárez           | Olavarría y Luna              | 15 de agosto |

| Dock Sud                 | 0 - 0 | Tristán Suárez      | De Los Inmigrantes          | 21 de agosto |
| Argentino de Rosario     | 3 - 1 | Barracas Central    | Argentino (Rosario)         | 21 de agosto |
| Muñiz                    | 0 - 0 | Luján               | La Vuce                     | 21 de agosto |
| Deportivo Merlo          | 0 - 4 | Almagro             | José Manuel Moreno          | 21 de agosto |
| Defensores Unidos        | 1 - 1 | San Telmo           | Gigante de Villa Fox        | 21 de agosto |
| Comunicaciones           | 3 - 1 | Berazategui         | Alfredo Ramos               | 21 de agosto |
| Colegiales               | 0 - 1 | Villa Dálmine       | Malaver y Posadas           | 21 de agosto |
| Flandria                 | 2 - 1 | General Lamadrid    | Carlos V                    | 21 de agosto |
| Defensores de Cambaceres | 1 - 0 | San Miguel          | Camino Rivadavia y Quintana | 21 de agosto |
| Excursionistas           | 0 - 0 | Central Córdoba (R) | Pampa y Miñones             | 21 de agosto |

| San Miguel          | 1 - 1 | Excursionistas           | Malvinas Argentinas           | 28 de agosto |
| General Lamadrid    | 2 - 1 | Defensores de Cambaceres | Enrique Sexto                 | 28 de agosto |
| Berazategui         | 2 - 2 | Colegiales               | Norman Lee                    | 28 de agosto |
| San Telmo           | 2 - 1 | Comunicaciones           | Isla Maciel                   | 28 de agosto |
| Almagro             | 0 - 1 | Defensores Unidos        | Tres de Febrero               | 28 de agosto |
| Luján               | 2 - 1 | Deportivo Merlo          | Municipal de Luján            | 28 de agosto |
| Barracas Central    | 2 - 2 | Muñiz                    | Olavarría y Luna              | 28 de agosto |
| Tristán Suárez      | 0 - 0 | Argentino de Rosario     | Moreno y Fariña               | 29 de agosto |
| Central Córdoba (R) | 3 - 0 | Dock Sud                 | Gabino Sosa                   | 31 de agosto |
| Villa Dálmine       | 1 - 1 | Flandria                 | El Coliseo de Mitre y Puccini | 31 de agosto |

| Dock Sud                 | 0 - 2 | Argentino de Rosario | De Los Inmigrantes          | 4 de septiembre |
| Muñiz                    | 0 - 1 | Tristán Suárez       | La Vuce                     | 4 de septiembre |
| Deportivo Merlo          | 0 - 1 | Barracas Central     | José Manuel Moreno          | 4 de septiembre |
| Defensores Unidos        | 0 - 0 | Luján                | Gigante de Villa Fox        | 4 de septiembre |
| Comunicaciones           | 2 - 1 | Almagro              | Alfredo Ramos               | 4 de septiembre |
| Colegiales               | 3 - 3 | San Telmo            | Malaver y Posadas           | 4 de septiembre |
| Flandria                 | 1 - 1 | Berazategui          | Carlos V                    | 4 de septiembre |
| Defensores de Cambaceres | 0 - 0 | Villa Dálmine        | Camino Rivadavia y Quintana | 4 de septiembre |
| Excursionistas           | 2 - 0 | General Lamadrid     | Pampa y Miñones             | 4 de septiembre |
| Central Córdoba (R)      | 5 - 0 | San Miguel           | Gabino Sosa                 | 4 de septiembre |

| San Miguel           | 3 - 1 | Dock Sud                 | Malvinas Argentinas           | 11 de septiembre |
| General Lamadrid     | 2 - 9 | Central Córdoba (R)      | Enrique Sexto                 | 11 de septiembre |
| Villa Dálmine        | 2 - 1 | Excursionistas           | El Coliseo de Mitre y Puccini | 11 de septiembre |
| Berazategui          | 2 - 0 | Defensores de Cambaceres | Norman Lee                    | 11 de septiembre |
| San Telmo            | 3 - 1 | Flandria                 | Isla Maciel                   | 11 de septiembre |
| Almagro              | 2 - 0 | Colegiales               | Tres de Febrero               | 11 de septiembre |
| Luján                | 0 - 0 | Comunicaciones           | Municipal de Luján            | 11 de septiembre |
| Barracas Central     | 1 - 0 | Defensores Unidos        | Olavarría y Luna              | 11 de septiembre |
| Tristán Suárez       | 0 - 1 | Deportivo Merlo          | Moreno y Fariña               | 11 de septiembre |
| Argentino de Rosario | 0 - 1 | Muñiz                    | Argentino (Rosario)           | 11 de septiembre |

| Dock Sud                 | 1 - 1 | Muñiz                | De Los Inmigrantes          | 18 de septiembre |
| Deportivo Merlo          | 1 - 1 | Argentino de Rosario | José Manuel Moreno          | 18 de septiembre |
| Defensores Unidos        | 2 - 1 | Tristán Suárez       | Gigante de Villa Fox        | 18 de septiembre |
| Comunicaciones           | 3 - 3 | Barracas Central     | Alfredo Ramos               | 18 de septiembre |
| Colegiales               | 2 - 0 | Luján                | Malaver y Posadas           | 18 de septiembre |
| Flandria                 | 2 - 1 | Almagro              | Carlos V                    | 18 de septiembre |
| Defensores de Cambaceres | 1 - 2 | San Telmo            | Camino Rivadavia y Quintana | 18 de septiembre |
| Excursionistas           | 2 - 1 | Berazategui          | Pampa y Miñones             | 18 de septiembre |
| Central Córdoba (R)      | 1 - 1 | Villa Dálmine        | Gabino Sosa                 | 18 de septiembre |
| San Miguel               | 2 - 1 | General Lamadrid     | Malvinas Argentinas         | 18 de septiembre |

| General Lamadrid     | 1 - 2 | Dock Sud                 | Enrique Sexto                 | 25 de septiembre |
| Villa Dálmine        | 0 - 0 | San Miguel               | El Coliseo de Mitre y Puccini | 25 de septiembre |
| Berazategui          | 0 - 1 | Central Córdoba (R)      | Norman Lee                    | 25 de septiembre |
| San Telmo            | 3 - 1 | Excursionistas           | Isla Maciel                   | 25 de septiembre |
| Almagro              | 1 - 1 | Defensores de Cambaceres | Tres de Febrero               | 25 de septiembre |
| Luján                | 1 - 4 | Flandria                 | Municipal de Luján            | 25 de septiembre |
| Barracas Central     | 4 - 1 | Colegiales               | Olavarría y Luna              | 25 de septiembre |
| Tristán Suárez       | 1 - 1 | Comunicaciones           | Moreno y Fariña               | 25 de septiembre |
| Argentino de Rosario | 2 - 1 | Defensores Unidos        | Argentino (Rosario)           | 25 de septiembre |
| Muñiz                | 0 - 2 | Deportivo Merlo          | La Vuce                       | 25 de septiembre |

| Dock Sud                 | 0 - 3 | Deportivo Merlo      | De Los Inmigrantes          | 2 de octubre |
| Defensores Unidos        | 2 - 0 | Muñiz                | Gigante de Villa Fox        | 2 de octubre |
| Comunicaciones           | 3 - 2 | Argentino de Rosario | Alfredo Ramos               | 2 de octubre |
| Colegiales               | 4 - 3 | Tristán Suárez       | Malaver y Posadas           | 2 de octubre |
| Flandria                 | 1 - 2 | Barracas Central     | Carlos V                    | 2 de octubre |
| Defensores de Cambaceres | 2 - 1 | Luján                | Camino Rivadavia y Quintana | 2 de octubre |
| Excursionistas           | 1 - 1 | Almagro              | Pampa y Miñones             | 2 de octubre |
| Central Córdoba (R)      | 1 - 1 | San Telmo            | Gabino Sosa                 | 2 de octubre |
| San Miguel               | 1 - 1 | Berazategui          | Malvinas Argentinas         | 2 de octubre |
| General Lamadrid         | 0 - 3 | Villa Dálmine        | Enrique Sexto               | 2 de octubre |

| Villa Dálmine        | 3 - 0 | Dock Sud                 | El Coliseo de Mitre y Puccini | 9 de octubre |
| Berazategui          | 2 - 1 | General Lamadrid         | Norman Lee                    | 9 de octubre |
| San Telmo            | 1 - 1 | San Miguel               | Isla Maciel                   | 9 de octubre |
| Almagro              | 1 - 2 | Central Córdoba (R)      | Tres de Febrero               | 9 de octubre |
| Luján                | 0 - 2 | Excursionistas           | Municipal de Luján            | 9 de octubre |
| Barracas Central     | 4 - 3 | Defensores de Cambaceres | Olavarría y Luna              | 9 de octubre |
| Tristán Suárez       | 0 - 0 | Flandria                 | Moreno y Fariña               | 9 de octubre |
| Argentino de Rosario | 3 - 1 | Colegiales               | Argentino (Rosario)           | 9 de octubre |
| Muñiz                | 0 - 1 | Comunicaciones           | La Vuce                       | 9 de octubre |
| Deportivo Merlo      | 0 - 3 | Defensores Unidos        | José Manuel Moreno            | 9 de octubre |

| Dock Sud                 | 0 - 3 | Defensores Unidos    | De Los Inmigrantes            | 16 de octubre |
| Comunicaciones           | 4 - 1 | Deportivo Merlo      | Alfredo Ramos                 | 16 de octubre |
| Colegiales               | 0 - 2 | Muñiz                | Malaver y Posadas             | 16 de octubre |
| Flandria                 | 1 - 0 | Argentino de Rosario | Carlos V                      | 16 de octubre |
| Defensores de Cambaceres | 2 - 2 | Tristán Suárez       | Camino Rivadavia y Quintana   | 16 de octubre |
| Excursionistas           | 1 - 1 | Barracas Central     | Pampa y Miñones               | 16 de octubre |
| Central Córdoba (R)      | 5 - 0 | Luján                | Gabino Sosa                   | 16 de octubre |
| San Miguel               | 5 - 2 | Almagro              | Malvinas Argentinas           | 16 de octubre |
| General Lamadrid         | 2 - 2 | San Telmo            | Ciudad de Caseros             | 16 de octubre |
| Villa Dálmine            | 3 - 0 | Berazategui          | El Coliseo de Mitre y Puccini | 16 de octubre |

| Berazategui          | 2 - 0 | Dock Sud                 | Norman Lee           | 23 de octubre |
| San Telmo            | 2 - 3 | Villa Dálmine            | Isla Maciel          | 23 de octubre |
| Almagro              | 1 - 1 | General Lamadrid         | Tres de Febrero      | 23 de octubre |
| Luján                | 3 - 4 | San Miguel               | Municipal de Luján   | 23 de octubre |
| Barracas Central     | 2 - 1 | Central Córdoba (R)      | Olavarría y Luna     | 23 de octubre |
| Tristán Suárez       | 2 - 1 | Excursionistas           | Moreno y Fariña      | 23 de octubre |
| Argentino de Rosario | 3 - 0 | Defensores de Cambaceres | Argentino (Rosario)  | 23 de octubre |
| Muñiz                | 0 - 0 | Flandria                 | La Vuce              | 23 de octubre |
| Deportivo Merlo      | 0 - 0 | Colegiales               | José Manuel Moreno   | 23 de octubre |
| Defensores Unidos    | 2 - 2 | Comunicaciones           | Gigante de Villa Fox | 23 de octubre |

| Dock Sud                 | 1 - 1 | Comunicaciones       | De Los Inmigrantes            | 30 de octubre |
| Colegiales               | 0 - 2 | Defensores Unidos    | Malaver y Posadas             | 30 de octubre |
| Flandria                 | 0 - 1 | Deportivo Merlo      | Carlos V                      | 30 de octubre |
| Defensores de Cambaceres | 1 - 1 | Muñiz                | Camino Rivadavia y Quintana   | 30 de octubre |
| Excursionistas           | 1 - 1 | Argentino de Rosario | Pampa y Miñones               | 30 de octubre |
| Central Córdoba (R)      | 1 - 0 | Tristán Suárez       | Gabino Sosa                   | 30 de octubre |
| San Miguel               | 0 - 0 | Barracas Central     | Malvinas Argentinas           | 30 de octubre |
| General Lamadrid         | 1 - 0 | Luján                | Enrique Sexto                 | 30 de octubre |
| Villa Dálmine            | 1 - 1 | Almagro              | El Coliseo de Mitre y Puccini | 30 de octubre |
| Berazategui              | 1 - 2 | San Telmo            | Norman Lee                    | 30 de octubre |

| San Telmo            | 4 - 2 | Dock Sud                 | Isla Maciel          | 6 de noviembre |
| Almagro              | 1 - 1 | Berazategui              | Tres de Febrero      | 6 de noviembre |
| Luján                | 1 - 5 | Villa Dálmine            | Municipal de Luján   | 6 de noviembre |
| Barracas Central     | 3 - 0 | General Lamadrid         | Olavarría y Luna     | 6 de noviembre |
| Tristán Suárez       | 3 - 1 | San Miguel               | Moreno y Fariña      | 6 de noviembre |
| Argentino de Rosario | 0 - 0 | Central Córdoba (R)      | Gabino Sosa          | 6 de noviembre |
| Muñiz                | 2 - 1 | Excursionistas           | La Vuce              | 6 de noviembre |
| Deportivo Merlo      | 4 - 2 | Defensores de Cambaceres | José Manuel Moreno   | 6 de noviembre |
| Defensores Unidos    | 0 - 1 | Flandria                 | Gigante de Villa Fox | 6 de noviembre |
| Comunicaciones       | 0 - 1 | Colegiales               | Alfredo Ramos        | 6 de noviembre |

## Torneo Reducido

### Cuadro de desarrollo
|  | Cuartos de final     | Cuartos de final     | Cuartos de final     | Cuartos de final     |   |                | Semifinales                      | Semifinales                      | Semifinales                      | Semifinales                      |  |         | Final                | Final                | Final                | Final                |  |
|  | 13 y 20 de noviembre | 13 y 20 de noviembre | 13 y 20 de noviembre | 13 y 20 de noviembre |   |                | 27 de noviembre y 4 de diciembre | 27 de noviembre y 4 de diciembre | 27 de noviembre y 4 de diciembre | 27 de noviembre y 4 de diciembre |  |         | 11 y 18 de diciembre | 11 y 18 de diciembre | 11 y 18 de diciembre | 11 y 18 de diciembre |  |
|  |                      |                      |                      |                      |   |                |                                  |                                  |                                  |                                  |  |         |                      |                      |                      |                      |  |
|  |                      |                      |                      |                      |   |                |                                  |                                  |                                  |                                  |  |         |                      |                      |                      |                      |  |
|  | Flandria             | 0                    | 1                    | 1                    |   |                |                                  |                                  |                                  |                                  |  |         |                      |                      |                      |                      |  |
|  | Flandria             | 0                    | 1                    | 1                    |   |                |                                  |                                  |                                  |                                  |  |         |                      |                      |                      |                      |  |
|  | Almagro              | 1                    | 1                    | 2                    |   |                |                                  |                                  |                                  |                                  |  |         |                      |                      |                      |                      |  |
|  | Almagro              | 1                    | 1                    | 2                    |   | Almagro        | 0                                | 3                                | 3                                |                                  |  |         |                      |                      |                      |                      |  |
|  |                      |                      |                      |                      |   | Almagro        | 0                                | 3                                | 3                                |                                  |  |         |                      |                      |                      |                      |  |
|  |                      |                      | San Telmo            | 0                    | 1 | 1              |                                  |                                  |                                  |                                  |  |         |                      |                      |                      |                      |  |
|  | Barracas Central     | 2                    | San Telmo            | 0                    | 1 | 1              | 1                                | 3                                |                                  |                                  |  |         |                      |                      |                      |                      |  |
|  | Barracas Central     | 2                    |                      |                      |   |                |                                  |                                  |                                  |                                  |  |         |                      |                      |                      |                      |  |
|  | San Telmo            | 2                    | 2                    | 4                    |   |                |                                  |                                  |                                  |                                  |  |         |                      |                      |                      |                      |  |
|  | San Telmo            | 2                    | 2                    | 4                    |   |                |                                  |                                  |                                  |                                  |  | Almagro | 0                    | 2                    | 2                    |                      |  |
|  |                      |                      |                      |                      |   |                |                                  |                                  |                                  |                                  |  | Almagro | 0                    | 2                    | 2                    |                      |  |
|  |                      |                      | Central Córdoba (R)  | 4                    | 3 | 7              |                                  |                                  |                                  |                                  |  |         |                      |                      |                      |                      |  |
|  | Comunicaciones       | 2                    | Central Córdoba (R)  | 4                    | 3 | 7              | 3                                | 5                                |                                  |                                  |  |         |                      |                      |                      |                      |  |
|  | Comunicaciones       | 2                    |                      |                      |   |                |                                  |                                  |                                  |                                  |  |         |                      |                      |                      |                      |  |
|  | Defensores Unidos    | 0                    | 0                    | 0                    |   |                |                                  |                                  |                                  |                                  |  |         |                      |                      |                      |                      |  |
|  | Defensores Unidos    | 0                    | 0                    | 0                    |   | Comunicaciones | 1                                | 2                                | 3 (6)                            |                                  |  |         |                      |                      |                      |                      |  |
|  |                      |                      |                      |                      |   | Comunicaciones | 1                                | 2                                | 3 (6)                            |                                  |  |         |                      |                      |                      |                      |  |
|  |                      |                      | Central Córdoba (R)  | 2                    | 1 | 3 (7)          |                                  |                                  |                                  |                                  |  |         |                      |                      |                      |                      |  |
|  | Central Córdoba (R)  | 0                    | Central Córdoba (R)  | 2                    | 1 | 3 (7)          | 3                                | 3                                |                                  |                                  |  |         |                      |                      |                      |                      |  |
|  | Central Córdoba (R)  | 0                    |                      |                      |   |                |                                  |                                  |                                  |                                  |  |         |                      |                      |                      |                      |  |
|  | Excursionistas       | 1                    | 1                    | 2                    |   |                |                                  |                                  |                                  |                                  |  |         |                      |                      |                      |                      |  |
|  | Excursionistas       | 1                    | 1                    | 2                    |   |                |                                  |                                  |                                  |                                  |  |         |                      |                      |                      |                      |  |
|  |                      |                      |                      |                      |   |                |                                  |                                  |                                  |                                  |  |         |                      |                      |                      |                      |  |

- Nota: En cada llave, el equipo que ocupa la primera línea es el que definió la serie como local.

Central Córdoba (R) ascendió a la Primera B.